# Рајшах
Рајшах (њем. Reischach) општина је у њемачкој савезној држави Баварска. Једно је од 24 општинска средишта округа Алтетинг. Према процјени из 2010. у општини је живјело 2.606 становника. Посједује регионалну шифру (AGS) 9171129.

## Географски и демографски подаци
Рајшах се налази у савезној држави Баварска у округу Алтетинг. Општина се налази на надморској висини од 412 метара. Површина општине износи 28,4 km². У самом мјесту је, према процјени из 2010. године, живјело 2.606 становника. Просјечна густина становништва износи 92 становника/km².